# Król olch (film)
Król olch (niem. Der Unhold) – niemiecko-francusko-brytyjski dramat filmowy z 1996 roku w reżyserii Volkera Schlöndorffa. Scenariusz powstał na podstawie powieści francuskiego autora Michela Tourniera Król olch, wydanej w 1970 roku.
Film kręcony był w Malborku, Szymbarku (zamek), w Paryżu i Norwegii.

## Fabuła
Abel (John Malkovich) jest dorosłym mężczyzną o psychice dziecka, który nie potrafi się odnaleźć w realiach dorosłych. Jego życie odmienia jednak wybuch II wojny światowej. Trafia on do ośrodka treningowego Hitlerjugend.

## Obsada
- John Malkovich jako Abel Tiffauges
- Armin Mueller-Stahl jako książę von Kaltenborn
- Marianne Sägebrecht jako pani Netta
- Gottfried John jako Forrester
- Volker Spengler jako feldmarszałek Hermann Göring
- Heino Ferch jako oficer SS
- Dieter Laser jako profesor Blaettchen
- Agnès Soral jako Rachel